# Аркина, Наталья Ефимовна
Ната́лья Ефи́мовна Аркина (30 ноября 1924, Москва — 25 декабря 1993, Москва) — российский балетовед, театральный критик, сценарист.

## Биография
Окончила театроведческий факультет ГИТИСа в 1947 году. В 1964—1973 году — заведующая отделом музыкального театра журнала «Театр».
Автор сценария телевизионного фильма «Танцы Майи Плисецкой» (1959).

## Сочинения

### Книги
- Nataliia Arkina. Maja Plissezkaja: Mit einem Poem v. Andrej Wosnessenski. — Berlin: Henschelverlag, 1969. — 48 с. (недоступная ссылка)
- Н. Аркина. Языком танца. — М.: Знание, 1975. — 56 с. (недоступная ссылка)
- Н. Аркина. Советские балетмейстеры: новые имена. — М.: Знание, 1979. — 47 с.
- Н. Аркина. Анна Павлова (к 100-летию со дня рождения). — М.: Знание, 1981. — 56 с.
- Н. Аркина. Артисты балета: время, роли, стиль. — М.: Знание, 1984. — 56 с.
- Н. Аркина. Балет и литература. — М.: Знание, 1987. — 48 с.

### Избранные статьи
- Аркина Н. Вся в движении // Советская культура : газета. — М., 1965. — № 29 июня.
- Аркина Н. О некоторых особенностях современной хореографии // Театр : журнал. — М., 1970. — № 11.
- Аркина Н. У истоков (о связи народной традиции и современного танца) // Театр : журнал. — М., 1971. — № 5.
- Аркина Н. Счастливый дуэт // Культура и жизнь : журнал. — М., 1974. — № 3.
- Аркина Н. Театр Р. Пети // Театр : журнал. — М., 1974. — № 11.
- Аркина Н. Время синтеза // Вопросы воспитания балетмейстеров в театральном вузе. — М.: ГИТИС, 1980. — С. 76—88. — 183 с.
- Аркина Н. Жанр: комедийный балет // Советский балет : журнал. — М., 1982. — № 4.
- Аркина Н. Лёгкое дыхание // Музыкальная жизнь : журнал. — М., 1984. — № 21.
- Аркина Н. Два монолога // Советская культура : газета. — М., 1985. — № 19 февраля.
- Аркина Н. Мгновения танца, мгновения жизни // Театральная жизнь : журнал. — М., 1985. — № 17.
- Аркина Н. Житие мастера // Музыкальная жизнь : журнал. — М., 1987. — № 11.
- Аркина Н. Первый юбилей // Музыка в СССР : журнал. — М., 1988. — № 4.
- Аркина Н. Несколько сюжетов на балетную тему // Музыкальная жизнь : журнал. — М., 1992. — № 15—16.
- Аркина Н. Живая вода исполнительства // Музыкальная жизнь : журнал. — М., 1992. — № 23—24.
- Аркина Н. Танец на экране // Балет : журнал. — М., 1994. — № 2—3.